# U.S. Route 14 (Illinois)
La U.S. Route 14 o Ruta Federal 14 (abreviada US 14) es una autopista federal ubicada en el estado de Illinois. La autopista inicia en el oeste desde la US 14  hacia el este en la US 41     en Chicago. La autopista tiene una longitud de 111,9 km (69.55 mi).

## Mantenimiento
Al igual que las carreteras estatales, las carreteras interestatales, y el resto de rutas federales, la U.S. Route 14 es administrada y mantenida por el Departamento de Transporte de Illinois por sus siglas en inglés IDOT.

## Cruces
La U.S. Route 14 es atravesada principalmente por la  IL 53  US 12  I 294  I 94 .